# Сек, Ассане
Ассане Сек (фр. Assane Seck; 1 февраля 1919, Инор, колония Сенегал — 27 ноября 2012, Дакар, Сенегал) — сенегальский учёный и государственный деятель, министр иностранных дел (1973—1978).

## Биография
Родился в семье врача. Получил высшее образование в области литературы и географии в университете Дакара, который окончил в 1949 г.

### Преподавательская карьера
- 1956—1958 гг. — учитель школы в Дакаре,
- 1959—1961 гг. — ассистент,
- 1961—1966 гг. — преподаватель,
- 1966—1970 гг. — доцент,
- с 1970 г. — профессор университета Дакара.

### Политическая карьера
- 1966—1968 гг. — министр культуры,
- 1968—1973 гг. — министр образования,
- 1973—1978 гг. — министр иностранных дел,
- 1978—1981 гг. — министр культуры,
- 1981—1983 гг. — министр общественных работ Сенегала.

После смерти политика и ученого его имя было присвоено Университету Зигиншора.